# Лаодика (митология)
Вижте пояснителната страница за други значения на Лаодика.
Лаодика (на старогръцки: Λαοδίκη, Laodike) в гръцката митология е дъщеря на Приам и Хекуба.
Омир я описва като най-хубавата от дъщерите на Приам. Тя е съпруга на Хеликаон, синът на Антенор, чрез когото не е поробена след завладяването на Троя. На други места се казва, че е жена на Телеф, цар на Мизия и син на Херакъл. За него, обаче, се смята още, че е съпруг на Астиоха, сестрата на Приам.
В по-късни разкази, като девица тя се влюбва в Акамант, син на Тезей (или в неговия брат Демофонт), който е дошъл с Диомед като пратеник в Троя, заради връщането на Елена, и му ражда син, Мунит (или Муних), който е отгледан от Етра, бабата на Акамант и тогавашна прислужница на Елена, а след падането на Троя е даден на Акамант.
Според други източници, при разрушаването на града Лаодика е погълната по време на нейното бягство от отворилата се земя или умира по-късно от мъка за загубата на своя син, който умира от ухапване на змия в Олинт.